# 大卫·麦克道尔·汉内
大卫·麦克道尔·汉内（1853年12月25日—1934年5月29日）是一位英国新闻记者和皇家海军历史学家，曾任英国驻巴塞罗那总领事，主要作品有《皇家海军史》（A short history of the Royal Navy，1898年）等。